# Tanyptera parva
Tanyptera parva är en tvåvingeart som först beskrevs av Josef Aloizievitsch Portschinsky 1887.  Tanyptera parva ingår i släktet Tanyptera och familjen storharkrankar. Inga underarter finns listade i Catalogue of Life.